# Бельгия на «Евровидении-2007»
Бельгия приняла участие в конкурсе песни «Евровидение» в 2007 году в Хельсинки, оформив таким образом своё 49-е участие в подобном конкурсе. Страну представлял джазовый коллектив The KMG’s, исполнявший песню «Love Power» (авторы — Поль Кёртис и Вакас «Sexyfire» Ашак): франкоязычная телерадиокомпания RTBF, один из двух национальных вещателей, выбрала его кандидатуру в ходе закрытого внутреннего отбора. 20 февраля было подтверждено участие группы в конкурсе, 23 февраля её песня была официально выпущена, а 26 февраля исполнена в телеэфире.
Телерадиокомпания RTBF впервые в истории конкурса отправила исполнителя, который исполнял конкурсную песню на английском (прежде песни на английском звучали только в исполнении участников, выбранных фламандоязычной корпорацией VRT). Бельгия выступила в полуфинале 10 мая 2007 года под 24-м порядковым номером, но заняла 26-е место среди 28 участников, получив всего 14 баллов и не выйдя в финал. Это выступление считается худшим в истории Бельгии на Евровидении с момента ввода полуфиналов.

## Предыстория
Бельгия выступила на самом первом конкурсе песни «Евровидение» в 1956 году, а к началу 2007 года она приняла участие в Евровидении 48 раз. Первую и единственную победу Бельгии принесла в 1986 году Сандра Ким с песней «J'aime la vie», став к тому же самой юной победительницей конкурса. С момента введения полуфиналов в 2004 году Бельгия до 2007 года прошла в финал только один раз. Её предыдущее выступление, датируемое 2006 годом, обернулось неудачей: Кейт Райан, исполнявшая песню «Je t'adore», заняла 12-е место в полуфинале и не вышла в финал.
Национальные телерадиовещатели — фламандская VRT (Vlaamse Radio- en Televisieomroeporganisatie) и валлонская RTBF (Radio Télévision Belge de la Communauté Française) — не только отвечают за показ конкурса в прямом эфире, но и поочерёдно выбирают исполнителя для конкурса песни «Евровидение», проводя открытый национальный финал или закрытый внутренний отбор. В 2005 и 2006 годах RTBF и VRT соответственно проводили национальные финалы. 5 декабря 2006 года телерадиокомпания RTBF, взявшая на себя обязанности по выбору участника, подтвердила участие Бельгии в конкурсе в Хельсинки и анонсировала, что путём внутреннего отбора выберет участника и песню.

## Исполнитель
До официального оглашения результатов внутреннего отбора ходили слухи, что на поездку в Хельсинки претендуют группы «Été 67» и «Saule et le Pleureurs». 20 февраля 2007 года в эфире программы Bonnie & Clyde, шедшей на телеканале La Une телерадиокомпании RTBF, было объявлено, что Бельгию представит группа The KMG's. 23 февраля на сайте VRT была опубликована песня «Love Power», с которой должна была выступить группа, а 26 февраля она впервые прозвучала в эфире шоу Bonnie & Clyde.
В составе группы The KMG's (сокращение от The Krazy Mess Groovers) на момент отбора числилось 10 человек, однако по правилам конкурса на сцене могло находиться не более 6 человек. В заявку группы на Евровидение вошли следующие её участники:
- Sexyfire, настоящее имя — Вакас Ашик (фр. Wakas Ashiq). Вокалист и гитарист, основатель группы KMG's. Родился в 1976 году в Шарлеруа, имеет пакистанские корни. В возрасте 15 лет научился игре на гитаре и джаз-музыке, поступил в студию Антверпена и Брюссельскую консерваторию. Также играет на гармони, гармонике и фортепиано.
- Mr. Scotch, настоящее имя — Пётр Палух (фр. Piotr Paluch). Клавишник, основатель группы KMG's. Родился в 1982 году в Брюсселе, имеет польские корни. Начал играть на скрипке, позже увлёкся фортепиано и джазом. Учился в Брюссельской консерватории, играет музыку в жанрах электро, рок, джаз и фанк.
- Mr. French Kiss, настоящее имя — Рафаэль Алле (фр. Raphaël Hallez). Трубач, участник группы Whippersnappers. Родился в 1977 году, француз. Учился в США вместе с саксофонистом Чипом МакНилом, играл в маленьких и больших джазовых группах. Отвечает за всю духовую секцию.
- Big Boss, настоящее имя — Туан Нгуен (фр. Tuan N'Guyen). Саксофонист, участник группы Whippersnappers. Родился в 1980 году в Льеже, имеет вьетнамские корни. Играл на кларнете, учился в консерватории в Вервьере, освоил игру на альт-саксофоне и флейте. Выступает в составе джаз-, фанко-, афро-, хаус- и поп-группах.
- Mr. Cream, настоящее имя — Франсуа Кремер (фр. François Cremer). Барабанщик, участник группы Groove Brothers. Родился в 1985 году в Либрамоне, бельгиец. Начал играть на перкуссии в возрасте 5 лет. Учился два года в Люксембургской консерватории, выступал в ударной секции в разных группах (джаз, фанк, рок, экспериментальная музыка и world music).
- Lady Soulflower, настоящее имя — Кристель Вотье (фр. Chrystel Wautier). Бэк-вокалистка, участница группы Sweet Sugars. Родилась в 1980 году в Ла Лувьере, имеет украинские корни. Училась в Брюссельской консерватории по классу джаз-соул, выступала с разными джаз- и соул-проектами.

В заявку группы на Евровидение не попали несколько музыкантов: участники духовой секции The Answer (тромбон) и Mr. Dee Bee Dee Bop (баритон-саксофон), выступающие в группе Whippersnappers; гитарист Captain Thunder и бас-гитарист Mr Y из группы Groove Brothers и бэк-вокалистка Miss JayJay из группы SweetSugars.

## Композиция
Авторами песни значились вокалист группы Вакас Ашик, выступавший под псевдонимом «Sexyfire», и Поль Кёртис (фр. Paul Curtiz). Эта песня стала первой песней на английском, которую выбрал франкоязычный валлонский телерадиовещатель.
Интернет-проект «Евровидение-Казахстан» высоко оценил песню с точки зрения композиции, текста и вокалов, однако разошёлся в оценках по поводу ожидаемых результатов выступления бельгийцев. Автор сайта Андрей Михеев назвал всю композицию профессиональной и отметил текст, выдержанный в стилистике песни «The Power of Love» Дженнифер Раш, но предрёк группе провал, сравнимый с неудачей австрийской фолк-группы Global Kryner на конкурсе 2005 года. Он выставил следующие оценки по 10-балльной шкале:

- Музыка: Вся композиция мне что-то массивно напоминает... Очень профессионально. 9/10
- Текст: Неплох, в стилистике легендарной The Power of Love. 9/10
- Вокал: Тоже весьма неплох. 9/10
- Итог: Боюсь, что оригиналы повторят участь Австрии 2005. 7/10

Председатель российского клуба OGAE Антон Кулаков выставил по 10-балльной шкале максимальные оценки, предположив, что песня может «выстрелить» при удачном жребии и постановке номера и выйти в финал, хотя это было маловероятно. Он заметил, что композиция была выдержана в жанре эйсид-джаз с уклоном в сторону легендарной бразильской джазовой группы Banda Black Rio, а вокал Sexyfire был схож с вокалом Джорджа Майкла

- Музыка: О да! Эйсид-джаз с сильным клоном в стиль группы Black Rio – так 70-ми повеяло. БЛЕСК! 10/10
- Текст: Любовная лирика, но, как сказал когда-то Энди про Люминиту – главное не текст, а его исполнение. 10/10
- Вокал: Почти Джордж Майкл. Вокал как раз того уровня, что нужен для таких песен. 10/10
- Итог: Шансы для песен, которые у меня стреляют, почти сразу всегда низкие. Хотя при жребии и постановке выступления – конечно, может быть хорошо – песня ОБЯЗАНА в финал выходить.

## Выступление
Жеребьёвка выступления полуфиналистов состоялась 12 марта 2007 года: в полуфинале, который был назначен на 10 мая, Бельгия должна была выступить под номером 24. Полуфинал и финал был показан обоими вещателями. В частности, нидерландоязычная телерадиокомпания VRT показала конкурс на телеканале één, где его комментировали Барт Петерс и Андре Вермёйлен, а также обеспечила радиотрансляцию конкурса на радиостанции Radio 2 с комментариями Мишеля Фолле и Свена Пишаля. Франкоязычная телерадиокомпания RTBF показала конкурс в эфире телеканала La Une с комментариями на французском от Жана-Пьера Отье и Жана-Луи Лаайе, а также обеспечила его освещение в эфире радиостанции La Première с комментаторами Патриком Дюамелем и Коринн Буланжье. Глашатаем конкурса выступила Морен Луйс.
Технические репетиции KMG's состоялись 4 и 6 мая, репетиции в костюмах — 9 и 10 мая. В полуфинале 10 мая на сцену группа вышла в костюмах и причёсках эпохи 1970-х годов, а также фирменных солнцезащитных очках. Сцена для выступления группы была оформлена в красных, оранжевых, зелёных и фиолетовых цветах, а на LED-экранах на чёрном фоне кружилась и вращалась неоновая радуга. По оценке журналиста Ричарда Уэст-Соли, в танцевальных движениях участников группы присутствовало что-то из ритмов The Blues Brothers.
По итогам зрительского голосования группа KMG's заняла 26-е место среди участников полуфинала, набрав 14 баллов — она получила при этом 12-балльную оценку от Грузии и 2 балла от Нидерландов. Занятое 26-е место считается худшим результатом Бельгии в полуфиналах с момента их введения в 2004 году, но при этом не худшим результатом по числу набранных очков (в 2009 году Бельгия получила только 1 очко в полуфинале конкурса).

## Голосование телезрителей
| Очки      | Страна     |
| --------- | ---------- |
| 12 баллов | Турция     |
| 10 баллов | Нидерланды |
| 8 баллов  | Латвия     |
| 7 баллов  | Венгрия    |
| 6 баллов  | Словения   |
| 5 баллов  | Кипр       |
| 4 балла   | Сербия     |
| 3 балла   | Португалия |
| 2 балла   | Болгария   |
| 1 балл    | Грузия     |

| Очки      | Страна   |
| --------- | -------- |
| 12 баллов | Турция   |
| 10 баллов | Армения  |
| 8 баллов  | Греция   |
| 7 баллов  | Сербия   |
| 6 баллов  | Грузия   |
| 5 баллов  | Венгрия  |
| 4 балла   | Болгария |
| 3 балла   | Испания  |
| 2 балла   | Словения |
| 1 балл    | Украина  |